# Spelunky
Spelunky est un jeu vidéo indépendant sorti en 2008. Il est conçu et développé par Derek Yu et est disponible comme gratuiciel sur PC (Windows).
L'idée de base du jeu était de combiner l'accessibilité du jeu de plate-forme avec les éléments caractéristiques du rogue-like, en particulier la mort permanente et la génération procédurale des niveaux, de manière à rompre avec la répétitivité du genre. Ainsi, dans Spelunky, le joueur incarne un spéléologue qui doit traverser seize niveaux chaque fois différent avec un gameplay en temps réel. Équipé au départ d'un fouet, de bombes et de cordes, il devra éviter de mourir face aux monstres et aux pièges qui les infestent.
Le 4 juillet 2012, une nouvelle version remaniée est commercialisée sur le Xbox Live Arcade. Celle-ci inclut le multijoueur local (coopération et deathmatch) avec la possibilité de jouer jusqu'à 4 joueurs. Elle propose des graphismes améliorés, de nouveaux objets et ennemis, ainsi que des secrets à découvrir.
Le jeu est porté sur PC le 8 août 2013, sur PlayStation 3 et PlayStation Vita le 27 août 2013, et sur PlayStation 4 le 7 octobre 2014.
Il a pour suite Spelunky 2.

## Description du jeu

### Système de jeu

#### Règles du jeu
Spelunky est un jeu de plates-formes en deux dimensions. Le joueur incarne un spéléologue qui descend de plus en plus profondément dans une grotte. Le but du jeu est de finir l'ensemble des niveaux proposés, et éventuellement de maximiser son score.
Le joueur a à sa disposition plusieurs mouvements simples. Il peut courir et sauter. Il peut interagir avec les décors de plusieurs manières : il sait grimper aux cordes, aux échelles, et aux lianes. Il sait également ramasser et jeter certains objets.

Il peut tuer ses ennemis en sautant dessus ou en les attaquant avec un fouet.

Il possède quatre types de ressources :
- Les points de vie, que le joueur perd lorsqu'il est blessé. Cela peut se produire à cause d'un contact avec un monstre ou avec un piège, ou à cause d'une chute d'une hauteur excessive, entre autres possibilités. Il peut en récupérer un en ramenant une demoiselle en détresse - présente dans chaque niveau en un exemplaire - jusqu'à une sortie de niveau[4], occasionnellement le joueur peut aussi regagner quatre points de vie en tuant la reine des abeilles dans la jungle ou en ramassant du sang dans le "Kapala" (obtenu en sacrifiant des ennemis à Kali). Lorsque le personnage arrive à zéro point de vie, il meurt, et doit recommencer le jeu au début.
- Les bombes, qui peuvent être posées ou jetées, et qui, en explosant, détruisent l'environnement et infligent des dégâts sévères aux êtres vivants proches[3].
- Les cordes, permettant de remonter dans le niveau[3] ou de descendre en sécurité.
- Les trésors, qui servent à la fois de monnaie d'échange au sein du jeu et de système de score. On les trouve un peu partout, sous forme de pépites, de lingots, de gemmes ou d'autres objets particuliers. Les trésors peuvent être échangés contre des bombes, des cordes et des objets auprès de marchands. Parmi les objets vendus, certains sont des armes, d'autres permettent de faciliter le déplacement[4].

Le joueur commence chaque partie avec quatre points de vie, quatre bombes et quatre cordes.

#### Structure d'un niveau
Les niveaux sont générés procéduralement. Quoique les règles du jeu soient toujours les mêmes, les niveaux opposés au joueur sont donc différents à chaque partie.

Le joueur commence en haut du niveau et doit rejoindre la sortie, qui se trouve tout en bas. Il n'est pas limité en temps ; néanmoins, après deux minutes et trente secondes apparaît le Fantôme, un ennemi invincible qui tue le personnage joué par simple contact.
Des monstres, des pièges et différents objets sont placés un peu partout dans le niveau. Les monstres ont chacun leur propre comportement prévisible et leur propre façon d'interagir avec le reste des éléments du jeu. Par exemple, l'araignée reste pendue au plafond jusqu'à ce que le joueur passe en dessous d'elle ; une fois au sol, elle saute en direction du joueur.

#### Structure générale

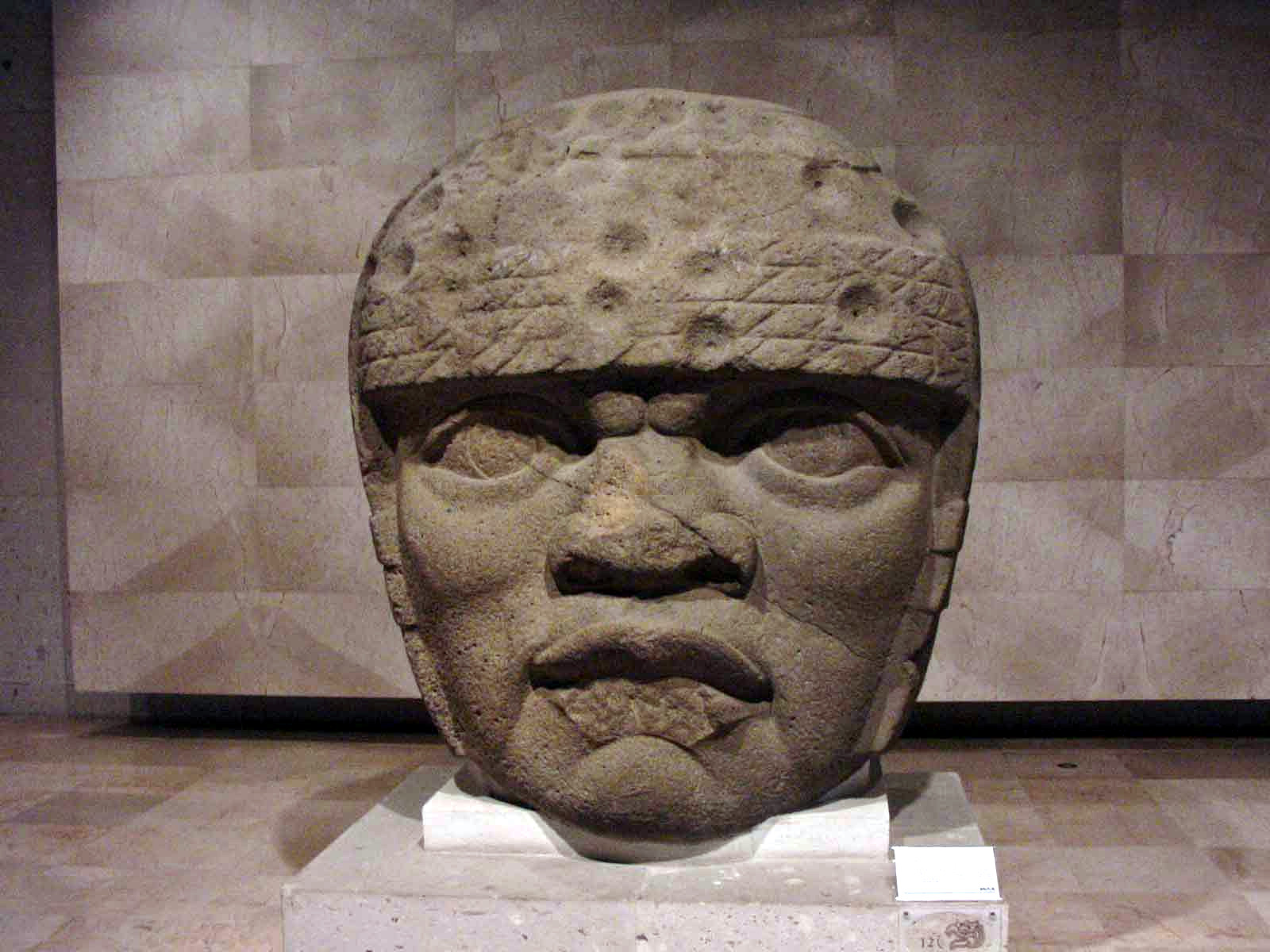
Les têtes colossales olmèques ont servi d'inspiration au boss du jeu, Olmec

Le joueur doit pour gagner traverser seize niveaux de plus en plus difficiles ; s'il perd dans l'un d'entre eux, il doit recommencer la partie. 
Les niveaux sont équitablement répartis en 4 mondes, qui ont chacun leur style visuel, et leur propre ensemble de monstres et de pièges. Ces quatre mondes sont :
- les mines ;
- la jungle ;
- les cavernes de glace ;
- le temple.

Le dernier niveau du temple est un combat contre Olmec, qui sert de dernier boss .
Dans la version commerciale, il existe un cinquième monde - l'enfer -, dont l'entrée est cachée dans le niveau d'Olmec. Y accéder est compliqué : celle-ci ne s'ouvre que si le joueur possède le Nécronomicon, que l'on trouve dans les cités d'or, un niveau spécial qui n'est lui-même accessible qu'en récoltant un artefact dans chacun des quatre mondes.
L'enfer est également constitué de quatre niveaux, dont le dernier est un combat contre Yama.

### Différences entre les deux versions
La version commerciale comporte de nouveaux éléments : de nouveaux niveaux (dont le cinquième monde, l'enfer), de nouveaux éléments de niveau, de nouveaux objets et de nouveaux ennemis. Elle permet également de changer l'apparence du personnage et de la demoiselle en détresse (celle-ci peut être remplacée par un homme blond ou par un chien).
Deux nouveaux modes de jeu multijoueurs ont été ajoutés. Quatre joueurs peuvent coopérer lors d'une partie semblable au mode solo, et s'affronter dans une arène dans le mode Deathmatch .
La version Steam donne accès à un mode supplémentaire, appelé le "Défi du jour". On peut y jouer une fois par jour une partie normale, mais dont les environnements générés sont les mêmes pour tous les joueurs, ce qui permet de comparer son score avec ses amis et avec le reste des joueurs.
Les graphismes du jeu ont été entièrement refaits, passant de graphismes pixelisés à des graphismes en haute définition. Les musiques sont également inédites.
Le joueur peut choisir de jouer avec différents personnages, qui ne diffèrent que par leur apparence. La plupart d'entre eux sont à débloquer dans les niveaux.

### Univers

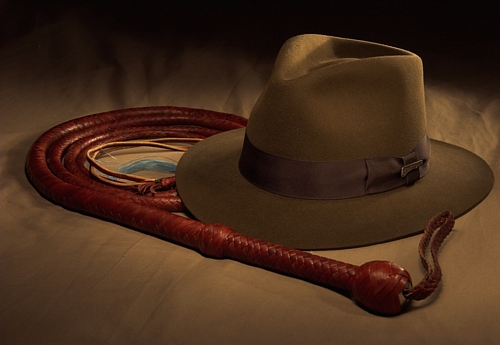
Le célèbre chapeau d'Indiana Jones accompagné de son fouet

L'univers graphique du jeu s'inspire de plusieurs jeux, en particulier Spelunker, à qui il emprunte le thème général d'un spéléologue qui visite des grottes en y récoltant des trésors. On peut aussi citer Rick Dangerous et Dig Dug.
Il s'inspire également d'Indiana Jones : l'apparence du personnage y fait directement référence, tout comme sa peur des serpents.

## Conception

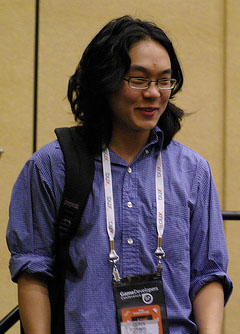
Derek Yu à la Game Developers Conference de 2007

### Équipe de développement

#### Derek Yu
Derek Yu est un concepteur de jeu indépendant. Né en 1982, il aime les jeux vidéo depuis son plus jeune âge.
Il est d'abord actif dans la conception de jeux gratuits.
En 2007, il crée le jeu d'exploration sous-marine Aquaria avec Alec Holowka ; son succès lui permet de se lancer dans son premier projet en solitaire, Spelunky.

#### Andy Hull
Andy Hull est programmeur. Il ne participe pas au développement de la version gratuite, mais est le programmeur principal de la version commerciale.
Derek Yu et lui se connaissaient depuis environ dix ans à travers diverses communautés de développement de jeux vidéo indépendants. 
Il le rencontre à la Penny Arcade Expo - un salon américain consacré aux jeux vidéo - en 2009, alors qu'il vient de conclure le projet sur lequel il travaillait, une histoire interactive pour enfant nommée "What is Bothering Carl". Après qu'Yu lui a dit qu'il avait besoin d'un programmeur, il accepte de travailler avec lui.
Il n'a alors plus vraiment programmé depuis plusieurs années.

### Game Design
L'idée de base de Derek Yu était de créer un jeu qui combinerait les avantages des jeux de plate-forme et ceux des rogue-like.
Selon lui, les premiers sont accessibles et agréables à jouer, mais tendent à être lassants à cause de la nécessité de recommencer encore et encore les mêmes niveaux, tandis que les seconds sont horriblement difficiles à aborder, de fait de la grande quantité de choses à apprendre pour pouvoir y réussir, mais profonds et rejouables.

### Développement
La première version de Spelunky est rendue disponible gratuitement en 2008 sur le forum du site internet TIGSource, et a un certain succès. 

Il est populaire dans le monde des jeux gratuits, mais Derek Yu n'a alors pas l'intention de le commercialiser. Il est cependant approché par Jonathan Blow, le créateur de Braid, l'un des premiers succès du renouveau du jeu indépendant. Il l'encourage à commercialiser Spelunky et l'aide à prendre contact avec Microsoft, en vue de publier le jeu sur Xbox Live Arcade, le service de téléchargement en ligne de la Xbox 360. Son projet est accepté, l'éditeur lui demandant juste de modifier l'aspect graphique, ce qui ne lui pose pas de problème.
Il fait alors équipe avec Andy Hull. Ils veulent au départ utiliser le moteur physique de Braid, qui leur a été donné, mais il leur apparait qu'il n'est pas adapté au jeu ; Andy Hull doit donc en programmer un qui leur soit propre. 
Le jeu doit au départ être fait en neuf mois, mais il prend finalement beaucoup plus de temps, et il ne sort que le 4 juillet 2012. Le jeu est ensuite porté sur PlayStation 3, PlayStation 4, PlayStation Vita et Windows.

## Musique
La musique de la version originale a été composée par George Buzinkai et Jonathan Perry[réf. souhaitée], tandis que celle de la version commercialisée a été composée par Eirik Suhrke.

### Eirik Suhrke
Eirik Suhrke, également connu sous le pseudonyme de Phlogiston, est un compositeur norvégien actif sur la scène des musiques chiptune, un genre musical qui tire son origine des sonorités des jeux vidéo de l'ère 8-bit. Il cite comme influences les musiques de Nobuo Uematsu sur Final Fantasy VII et celles de Castlevania.
Très jeune, il publie l'album Mode:3 chez 8bitpeople (en), un des labels les plus prestigieux dans ce domaine. Plus tard, il crée son propre netlabel appelé « Pause », avec son ami Disasterpeace, le compositeur de Fez, sous lequel il publiera plusieurs autres albums.
Il a travaillé sur d'autres jeux vidéo, dont Super Crate Box et Ridiculous Fishing. On lui doit également le morceau A New Morning, dans Hotline Miami.

### Bande son
La bande son est constituée de morceaux assez courts, d'une durée approximative de cinquante secondes chacun.
Une seule musique de la bande son originale a été conservée, elle est utilisée dans le mode deathmatch.

## Réception

### Accueil critique
Le jeu rencontre globalement un grand succès critique, obtenant 17/20 sur le site Jeuxvideo.com pour la version PC et 16/20 pour la version Xbox 360. Mieux, le jeu obtient un 90% sur Metacritic pour sa version PC.

### Postérité
Edmund McMillen a déclaré que The Binding of Isaac - l'un de ses jeux - n'aurait pas pu voir le jour s'il n'avait pas été inspiré par Spelunky. Il considère également qu'il s'agit du meilleur jeu indépendant de tous les temps.
Une suite, Spelunky 2, est annoncée par le studio lors de la Paris Games Week en 2017. Initialement prévu sur PC et PS4 pour 2019, le jeu est toutefois reporté, pour parfaire son développement.